# Georges Mouton de Lobau
Georges Mouton, hrabě de Lobau (21. únor 1770 v Pfalzburgu, Lotrinsko – 21. listopad 1838 v Paříži) byl francouzský generál, pair a maršál Francie.

## Život
Georges Mouton vstoupil roku 1792 jako dobrovolník do francouzské armády. Roku 1797 byl velitelem praporu, a roku 1800 již plukovníkem. Napoleon jej jmenoval roku 1805 v boulogneském táboře brigádním generálem a brzy poté i svým adjutantem. V taženích roku 1805 i 1806–1807 byl stále v těsné blízkosti císaře. Vyznamenal se v bitvách u Jeny a Friedlandu, kde byl těžce raněn. Po Tylžském míru roku 1807 byl povýšen na divizního generála a jmenován generálním inspektorem pěchoty a v prosinci 1807 se stal velitelem pozorovacího sboru v Pyrenejích. 1808 byl velitelem divize ve Španělsku. Ve válce roku 1809 rychlým pochodem a dobytím Landshutu (21.4.1809) zamezil spojení sboru Hilleova s arcivévodou Karlem. V bitvě u Aspern dobyl 21. května 1809 v čele gardových fyzilírů Esslingen a tím umožnil záchranu armády organizovaným ústupem na ostrov Lobau. Za statečnost a iniciativu v bitvě jej Napoleon povýšil do šlechtického stavu s titulem hrabě z Lobau.

## Cesta k Waterloo
Roku 1812 byl jako generální adjutant jedním z mála Napoleonových průvodců při návratu z ruského tažení do Paříže. Následující rok bojoval u u Lützenu a Budyšína, poté převzal po Vandammovi (po jeho zajetí v bitvě u Chlumu) zbytky jeho sboru a s ním se účastnil bitvy u Lipska. Po bitvě se uzavřel v Drážďanech spolu s maršálem Gouvionem Saint-Cyr a po obklíčení a kapitulaci prožil zbytek války v rakouském zajetí. Po uzavření míru se vrátil do Francie a po návratu Napoleona z Elby převzal nejprve velení l. pěší divize a poté velení VI. sboru armády. Byl jmenován pairem. Na čele svého sboru bojoval u Ligny a u Waterloo. Zde padl do zajetí Angličanů.

## Restaurace
Po restauraci byl nucen emigrovat a až do roku 1818 žil v Belgii. Po obdržení povolení k návratu pak žil ve své vlasti zcela v soukromí, až roku 1828 byl zvolen za departement Meurthe poslancem sněmovny, kde proslul svými liberálními postoji. Roku 1830 přivítal revoluci a stal se členem municipální komise, která provizorně nahradila vládu. 26. prosince 1830 převzal po Lafayettovi velení Národní gardy, v jejímž čele pak 1832 a 1834 potlačil nepokoje. 30. června 1831 obdržel maršálskou hůl a roku 1833 byl jmenován pairem. Zemřel v Paříži.